# Vodafone 902SH
Vodafone 902SH（ボーダフォン902SH）はシャープが開発し、ボーダフォン日本法人（現ソフトバンクモバイル）が販売するW-CDMA通信方式のVodafone 3G（現SoftBank 3G）サービスを利用可能な携帯電話端末である。
2004年9月22日にボーダフォンよりプレスリリース、2004年12月29日より発売開始した。JATE通過は2004年8月6日。

## 評判
2.4inchモバイルASV液晶や光学2倍ズーム機能付きデジタルカメラを搭載したハイエンド機種であるが、GUIが従来から日本で販売されていた携帯電話端末と大きく違う点が多く、また常時時計が表示されないなど利便性の面で一部旧来の機種より低下した一面があったため、日本市場ではあまり評価されなかった機種である。また同時に発売された3G端末と同様に不具合が目立った。フラグシップ機としては致命的に不具合が多く、またそれへの対応のまずさもあり、ボーダフォンの解約者を大量に出した機種であった。
本端末は欧州市場でも発売されている。欧州向けの名称はSHARP 902である。
欧州向け・日本向けともSIMロックがかかっているが、欧州向けはロックが比較的ゆるかったため早々に解除され、その後日本向けも解除可能となった。
そのため、ハイエンド端末であることもあり、即解約や海外転売が大量に発生した。
なお、2011年11月以降にソフトバンクモバイルの音声ネットワーク最適化が予定されており、これにより本機種では通話品質の低下・一部機能制限が生じる可能性があるため、同年10月まで指定機種との無償交換が行われている。